# Adam Fergusson
Adam Dugdale Fergusson (ur. 10 lipca 1932 w Szkocji) – brytyjski dziennikarz, pisarz i polityk Partii Konserwatywnej.
Wykształcenie odebrał w Eton College oraz w Trinity College na Uniwersytecie Cambridge .
Przez jedną kadencję był deputowanym do Parlamentu Europejskiego. Od 1981 do 2001 roku pełnił funkcje wiceprzewodniczącego Międzynarodowej Unii Paneuropejskiej. Pracował jako dziennikarz w brytyjskich pismach „The Herald”, „The Statist” i „The Times”.
Jest autorem kilku książek, z których największą popularnością cieszy się „When money dies” wydana w 1975 roku. To historyczno-ekonomiczna książka opisująca społeczne i polityczne następstwa hiperinflacji w Republice Weimarskiej. Książka stała się ponownie sławna podczas kryzysu finansowego (2007-2009), a jej ceny na portalu eBay sięgały 1000 dolarów. W 2010 roku ukazało się wznowienie „When money dies”.
Jest także autorem architektoniczno-historycznego eseju „The Sack of Bath” poświęconego miastu Bath w hrabstwie Somerset oraz powieści „Scone”, „Roman Go Home” i „The Lost Embassy”. Większość z nich napisał w latach 60. i 70.
Pochodzi ze szlacheckiej rodziny szkockich baronetów. Jego dziadek, sir Charles Fergusson, był gubernatorem generalnym Nowej Zelandii.